# انتباذ فضائي

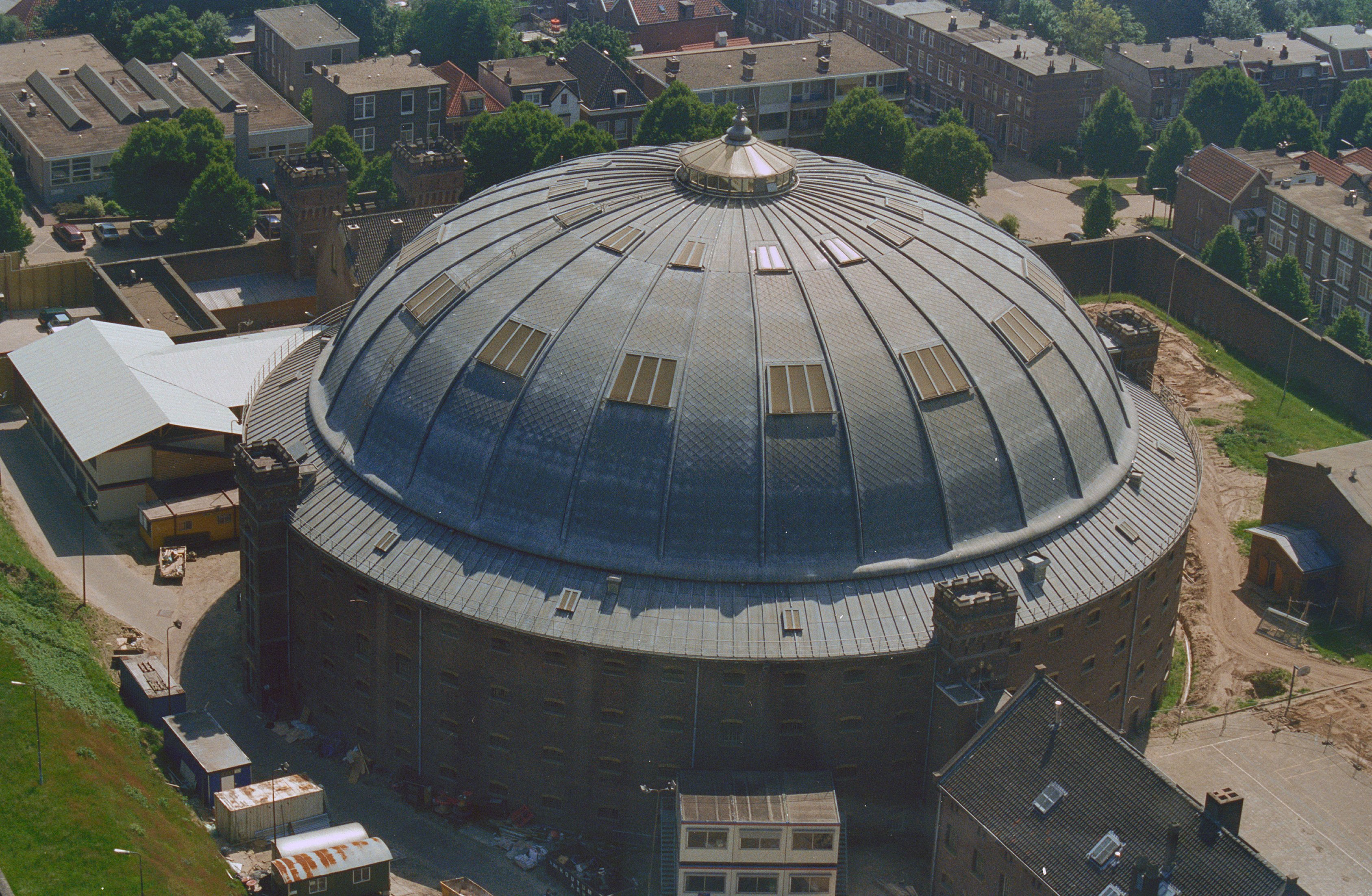

انتباذ فضائي أو الهيتروتوبيا (بالإنجليزية: Heterotopia)‏ هو مفهوم في الجغرافيا البشرية الذي وضعه الفيلسوف ميشيل فوكو لوصف الأماكن والمساحات التي تعمل بمعزل عن هيمنة الظروف. هذه هي فضاءات الآخر، والتي هي لا هنا ولا هناك، والتي هي في نفس الوقت مادية وعقلية، مثل فضاءات مكالمة هاتفية أو اللحظة التي عندها ترى نفسك في المرآة.

## خلفية
مصطلح جديد تم إستخدامه من قبل مفكري مابعد الحداثة أو ما يطلق عليهم البنيويون، مفكري ما بعد الحرب العالمية الثانية وقد طور هذا المفهوم من قبل «ميشيل فوكو» الذي يعد واحداً من أبرز مفكري وعلماء ما بعد الحداثة ’في مقالة له بعنوان «أماكن أخرى» حيث تحدث عن مخططات للمدن وجغرافية الملاجيء والمستشفيات ودور الرعاية والسجون والمكتبات بل وحتي الحمامات وبيوت الدعارة ويظهر البعد المكاني في مشروع فوكو أيضاً في معالجته لعزل مرضي البرص والجزام وعزل المدن المصابة بالطاعون
فضلاً عن تدشينه لمصطلح «الهيتروتوبيا» وهو المصطلح الذي استعاره من علم الطب ليعارض به مصطلح يوتوبيا التقليدية، فإذا كانت اليوتوبيا محض تصور في ذهن المثاليين فإن الهيتروتوبيا تشير إلي ما هو موجود بالفعل، فالمكان عند فوكو إنما يتميز من خلال علاقتة بغيره من الأماكن وخاصة الأماكن المناقضة له والتي قد تعبر بشكل أو بأخر عن مراحل حياة الإنسان بدءاً من أماكن التعليم من مدارس وجامعات وغيرها مروراً بفنادق شهر العسل أو السجون وحتي المستشفيات ودور الرعاية الصحية، وكلها أماكن وجغرافيات تتواكب مع المراحل التي تمر بها الحياة الإنسانية وبطبيعة الحال لا يمكن الفصل بين البعد المكاني في فكر «فوكو» كأداة أساسية للتحليل وبين أفكاره السياسية، وكما عرف فوكو باعتباره فيلسوف ومؤرخ وناقد فإنه معرف أيضاً بوصفه من أنصار الانهزامية السياسية ’ فالحريات والتحرر بالنسبة لفوكو أمران مرغوبان وقابلان للتحقق، غير أنهما لا يتحققان من خلال سن قوانين أو مجرد منح حقوق، فالحرية في ذاتها هي مسألة مستدامة، ممارسة للفرد والجماعة، وهنا لا يغيب مفهوم المكان أيضاً لأن ممارسة الحريات مثلها مثل أية ممارسات أوأفعال فردية وجماعية إنما تحدث في الزمان والمكان.
والهيتروتوبيا وفقاً لفوكو ليست إنشاء مستقبل أخر ولكن خلق فضاء أو مكان وهمي داخل تخيل الإنسان يشبة الواقع الحقيقي ولكن هذا الواقع يكون في خياله فقط، وشبه الهيتروتوبيا بسفينة ممتازة تسبح في الفضاء من مكان لأخر، كما أن الهيتروتوبيا تتضمن مستعمرات –سجون-مهرجانات –متاحف-بيوت للراحة –أماكن للإستجمام- مدارس خاصة –رحلات – مقابر – أي شيء مثالي ودقيق ومرتب بشكل جيد يمكن أن نطلق علية «هيتروتوبيا».

### اليوتوبيا
في الوقت الذي يفترض فيه البعض بأن اليوتوبيا ليس لها علاقة بنا أو لا تربطنا بها صلة، فإن الواقع والحقيقة تقول غير ذلك فإننا عشنا في الماضي علي العديد من الرؤي اليوتوبية المثالية والخيالية، كما أن الفكر اليوتوبي أو التقدمي يقدم لنا صورة متخيلة للشكل الذي يود كلاً من الأفراد والمجتمع أن يكونوا عليه، كما أن الفكر اليوتوبي كان في بعض الأوقات مسؤل عن العديد من التجارب الاجتماعية الفاشلة والناجحة، كما أضفي مدي ثقافي علي التاريخ اليوتوبي وعلي نشأته ومحتواه، كما ثارت مجموعة من الخلافات والتباينات بين وجهات النظر حول تاريخ ونشأة اليوتوبية وعلي يد من نشأت؟ وكمؤرخ يوتوبي كبير ومؤثر كتب "كريستيان كومر" أن الفكرة الأولي لليوتوبيا وجدت منذ وجود الأنبياء وكتبة الوحي ثم بعد ذلك يري ان مفهوم كلمة يوتوبيا يعود إلي الفيلسوف الإغريقي أفلاطون ولكن ما هو مؤكد وثابت أن الكاتب توماس مور هو أول من استخدم مصطلح يوتوبيا الذي ورد عام 1515 في تسميتة لروايتة "المدينة الفاضلة "استناداً إلي كتاب أفلاطون "الجمهورية كذلك اليوتوبيا نموذج فلسفي يرمي إلى خلق دولة ومجتمع مثالي حيث يتفانى الأفراد بغية تحقيق الأهداف المثالية التي تم التخطيط المسبق لها. واليوتوبيا تنعكس في أفكار أفلاطون وغيره من الفلاسفة المثاليين، فضلا عن وجودها في القصص الخيالية للعلم الحديث. ان صفة اليوتوبيا تطلق على الأفكار والأوضاع والملابسات التي لا تروق للمفكر، أو كاتب آخر. ان جميع الأفكار والمبادئ السياسية والاجتماعية والفلسفية المتساوية والقريبة من الحلم التي لا يمكن تطبيقها في الحياة الاجتماعية، يمكن ان نسميها بالأفكار والمبادئ اليوتوبية، نظرا لبعدها عن الواقع والحقيقة كما شكّلت فكرة اليوتوبيا، منذ القدم، حلما راود الإنسان من أجل تحقيق الحرية، والعدالة، والطمأنينة، والسلام، ولطالما داعب خيال الإنسان أمر إنشاء مستعمرات نائية يعيد فيها الانسجام إلى نفسه وعالمه، ويحقق الصفاء الكلي. وقد انبثق ذلك الحلم على خلفية من الشعور بالألم، والظلم، والخوف. بحيث ينتج المخيال عالما متوهما يزاح عنه كل ذلك. وقد وجدت لهذا المكان تجليات في الفكر الديني والسياسي والأدبي. وفي كل ذلك يقع تخيل عالم مواز للعالم الحقيقي تتحقق فيه المساواة، وتحترم فيه الرغبات، فيكون مرة مدينة فاضلة، أو فردوسا مفقودا، أو جمهورية.
كومر يجادل بأن اليوتوبية الحديثة التي نشأت في الغرب في أوروبا خلال عصر النهضة هي اليوتوبية الحديثة، كما يرفض كل الإدعاءات القائلة بعالمية اليوتوبيا مثل زعم «جورج أوريل» الذي يزعم بثبات وإتساق الرؤي اليوتوبية أو هي كما يقول حلم المجتمع العادل الذي يظهر لمطاردة الخيال الإنساني الذي لا يصدق في كل الأعمار سواء سمي ذلك مملكة السماء أو المجتمعات اللاطبقية أو التفكير في العصر الذهبي الذي وجد في الماضي وتحللنا منه. «كومر» رفض كل ما قال به جورج أوريل هو يتحدث عن اليوتوبية بأنها نظام للقيم يحقق الانسجام داخل حياة كلاً من الفرد والمجتمع وليست النظرة اليوتوبية من خلال الوقت، إنها ليست الجوهر والأشواق الإنسانية المشتركة، كما أن اليوتوبية هي التحيز الأخلاقي لجنسنا، ويفرق مانهايم Mannheim بين الأيديولوجيا واليوتوبيا، فالأيديولوجيا هي أفكار متنوعة ومتسامية على الوضعية، لم تنجح من الوجهة الواقعية في تحقيق محتوياتها بالرغم من أنها قد تكون الدافع المقصود للسلوك الذاتي فإن معانيها كثيرا ما تكون مزيفة ومشوهة مثال ذلك الفكرة الداعية للمحبة والأخوة المسيحية في مجتمع قائم على العبودية، تبقى الأخوة فكرة غير مترجمة للواقع، فهى بهذا المعنى فكرة أيديولوجية، أما اليوتوبيا Utopia فهى توجه السلوك نحو عناصر لا تحتويها الوضعية، ولكنها ليست أيديولوجية، لأنها نجحت في نشاطها المعارض في تحويل الواقع التاريخي القائم إلى واقع يتطابق وينسجم معها.فاليوتوبيا هي نظرة غير تاريخية لا تنظر للواقع في ضوء الماضي ثم تستشرف المستقبل في ضوء الحاضر، إنها على العكس تنظر إلى الحاضر من زاوية مدى إتفاقه أو اختلافه مع المثال.فاليوتوبيا هي رفض وعداء مطلق للواقع ومن ثم تعتبر اليوتوبيا ايديولوجيا فعلية، فهى لا تمثل نوعاُ من الأيديولوجية من وجهة نظر علمية، لأن تجاوز الواقع في الفكر والفعل لا يمكن أن يكون تفكيراً علمياً إنه يوتوبيا.أما الأيديولوجي فلا يتجاهل الواقع ولا يلغي التاريخ، بينما اليوتوبي يلغي الواقع على مستوى الذهن، ويعمل على محوه على مستوى الواقع، والأيديولوجي يتعامل مع الواقع ويسعى إلى تغييره بينما اليوتوبي أحكامه مطلقه ومواقفه جامدة.ويرى مانهايم أن التمييز بين ماهو يوتوبي وما هو أيديولوجي صعب، لأن هذا التمييز يعتمد على الواقع الذي تطبق عليه هذا المعيار، ومن الممكن أن تصبح يوتوبيات اليوم وقائع الغد، فاليوتوبيات ماهي إلا حقائق لم تنضج بعد 
بالعودة لكومر يري بأنة لا يوجد شيء مثل الكلاسيكية اليوتوبية المسيحية أو أي جنس أدبي مميز يحمل ميزة الفلسفة الكلاسيكية الاجتماعية، مثل هذا التعريف دفع كرومر للقول بأن اليوتوبيا ليست هي المدينة الفاضلة العالمية والتي تري فقط في التراث الكلاسيكي والمسيحي وفقط في الغرب، بل أن في كل المجتمعات الأخرى تملك وفرة نسبية للسعادة من خلال الأساطير في العصر الذهبي، العدالة، المساواة، الأوهام في المعتقدات المسيحية واليهودية لم تكن لها يوتوبية حقيقية.تعريف كومر يمثل مشكلة لأنة يستخدم التصنيفات الغربية لوصف تصنيفات غير غربية وهذا يستثني إمكانية النقاش والحوار ودمج أي مفهوم غير اليوتوبية الغربية، ومع ذلك اعتماد المفهوم يحد من يوتوبية تقاليد الممارسة الفكرية في أوروبا وأمريكا وهو ممارسة شائعة في الفكر الغربي كما يقول «كولنز» والذي يشير إلي الحجة الت تحمل العكس وهو يركز علي التقاليد الأوروبية وتقاليد جنوب شرق أسيا ولكن نادراً ما يحدث ذلك.ويتسائل ما الخجل من الاعتراف بالتقاليد الأخرى على الأقل نحن نعرف نصوصها وعناصرها المححدة. كومر لا يستبعد فقط غير الغربي ولكن تاريخ اليوتوبية النسوية الغربية مع كتاب النسوية اللذين تم ذكرهم بشكل عابر.
وفي محاولة لتعريف أكثر شمولية فإن كلاً من «ليفيتز» و«جون كيري» 1990م تحدثوا عن أهمية «الرغبة» الرغبة في التطلع إلي وضع أفضل من الوضع القائم كما أن «ليفيتز» رفض جمع التعاريف المقيدة من حيث الشكل والوظيفة والمحتوي، بنفس الطريقة اعتبر جون كيري أن اليوتوبيا هي مكان متخيل لابد ان يعبر عن الرغبة وعن الواقع المرير الذي نحياه، ويجب أن يعبر عن الخوف مثل هذا التعريف يتيح لليوتوبيا فهماً ومعني أكثر شمولاً.
كما أن كتاب careys عن اليوتوبيا يتضمن قصيدة مصرية قديمة من 1940 سنة قبل الميلاد، فضلاً عن العديد من الكتابات من قبل النساء، ومع ذلك فإن تحديد اليوتوبيا في مفهوم الرغبة هو مشكلة في حد ذاته وهذا من وجهة نظر البوذية، حيث كتب steven collins إذا تم تطبيق التعريف السعادة فإن الكلمة الإنجليزية «الرغبة» تعمل كعارض بين (1) التمييز بين الشيء المفيد أو الجدير بالاحترام وبين الشيء الغير مفيد (2)التطلع إلي السعادة يجب ان يكون خال من الشهوة والفساد. وذلك لأن البوذية تري أن السعادة أو «النرفانا» هي التخلص من رغبات الذات وشهواتها وأن يصبح الإنسان سيد رغباته بفضل قوته الروحية الداخلية. وتعني أيضاً وصول الفرد إلي أعلي درجات الصفاء الروحي لتطهير النفس والقضاء علي جميع الرغبات المادية.
كما يمكن القول بأن نقطة التحول الحاسمة في التاريخ الحديث بدأت في اللحظة التي إتحدت فيها العقيدة الألفية مع المطالب النشطة للطبقات المطهدة في المجتمع وأن مجرد الفكرة القائلة بالمملكة الألفية (المملكة التي سيرأسها المسيح حين يعود ويحكم منه العالم بأثره طيلة ألف عام) وقد بذلت الكنيسة كل طاقتها وأستخدمت كل ما لديها من وسائل لشل هذه الفكرة المتسامية علي المجتمع، هذه العقيدة الألفية التي كانت تنشط بين الفترة والأخرة عادت إلي الظهور علي يد واكيم ابن جزيرة فلوريس، علي مدي القرون الاربعة الماضية منذ عصر النهضة وحتي اليوم قامت اليوتوبيا بالتعبير عن إيمان أو اعتقاد البشرية في التقدم وفي إمكانية تحسين الوضع البشري أما في الوقت الراهن فإن مثل هذا الإيمان اليوتوبي قد تبدي كحلم مغرق في الخيال مع تيار ما بعد الحداثة، يقول«ليونار» أن أهم معالم المرحلة الراهنة من معالم المعرفة الإنسانية هو سقوط النظرية الكبري وعجزها عن قراءة العالم، ويقصد بها أساساً الانساق الفكرية المغلقة التي تتسم بالجمود والتي تزعم قدرتها علي التغير الكلي للمجتمع ومن أمثلتها الأيديولوجيات، من ناحية أخرى سقطت فكرة الحتمية سواء في العلوم الطبيعية كما عبرت عن ذلك فلسفة العلوم المعاصرة أو في التاريخ الإنساني، من هنا يرفض أنصار ما بعد الحداثة فكرة«التقدم الكلاسيكي» التي كانت تصور تاريخ الإنسانية وفق نموذج خطي صاعد من الحد الأدني إلي الأعلي فالتاريخ الإنساني قد يتقدم ولكنه قد يتراجع أيضاً
وإن كانت فكرة التقدم قد سمحت لليوتوبيين بالخوض في المستقبل وهم علي بينة من صورته التي رأي أغلبهم أنه سيحكمها امتداد خطوط التطور التي تشير وفقاً لمنطق معروف سلفاً، فإن انهيار هذه الفكرة في القرن العشرين بفضل عدد من الأحداث والتطورات التاريخية غير المسبوقة، جعل من العسير التجاسر بالتنبؤ بالمستقبل، فقد دخلنا في حقبة جديدة أصبحت توصف بعدم اليقين وعدم القدرة علي التنبؤ بالمستقبل، ويؤكد«هيبدايخ» أن ما بعد الحداثة هي الحداثة الخالية من الأحلام والأمال (اليوتوبيا) التي مكنت البشر من احتمال الحداثة، لكن اليوتوبيا رغم كل هذا لم تلفظ النفس الأخير فقد كانت لها الغلبة والظفر عن طريق ما حل بالعلم والتكنولوجيا من تطورات نشطة ومذهلة في العقود الأخيرة من القرن العشرين 
أما فيلسوف الأمل «إرنست بلوخ» 1977-1885 الذي وهب حياته لليوتوبيا فقد طرح هذا السؤال هل يمكن أن يخيب الأمل في الأمل؟؟ مات بلوخ أشهر فلاسفة اليوتوبيا في القرن العشرين عام 1977م، ولم يشهد بعينه انهيار المعسكر الاشتراكي أواخر عام 1989م إلا انه استشعر بداية النهاية ولم تحجب عنه نزعته التفاؤلية المغرقة في الأمل رؤية الواقع الفعلي المرير مما دفعه إلي طرح هذا السؤال في وقت مبكر، وبعد سجال طويل مع الفكر اليوتوبي وتاريخه رأي بلوخ أن اليوتوبيات السابقة علي الماركسية عبرت عن أمل دنيوي وذلك بإستثناء بعض اليوتوبيات التي نظرت إلي الواقع وإنطلقت منه، ولكنه كانت غير ناضجة إذ صورت العالم بشكل مجرد وأقامت نسقاً من التوقعات في عقول مبدعيها فقط. وإن تحسين الأوضاع في العالم لا يأتي بالتأمل، بل بالفعل بالنظرة الجدلية إلي الواقع، ومع مراعاة قوانين العالم الوضعي، حيث تتحول اليوتوبيا من تأملية مجردة إلي يوتوبية عينية ذات نزعة اشتراكية، وإنتهي إلي أن تاريخ اليوتوبيا ما هو إلا تصوراً تدريجياً لهذه النزعة التي اكتملت في الماركسية

### الديستوبيا
خلال القرن العشرين أدت التطورات الهائلة والتقدم الغير مسبوق للحضارة الغربية إلي ظهور مصطلح جديد مضاد لمفهوم اليوتوبيا ألا وهو «ديستوبيا» التي تمثل الجانب السيء لليوتوبيا بل تعني عالم الشر والجحيم والأمراض عكس الواقع المثالي التي تعكسة اليوتوبيا، هذه الصورة الديستوبية ظهرت في الإعلام والمناقشات علي أنها «نهاية اليوتوبيا».قال «ماركوس» بان الديستوبيا رؤية لها شكلان هما: أي شيء سيء في أي زمان ومكان ومن الممكن حدوثة أو ياخذ شكل مضاد لليوتوبيا .
«جيننجز» يري أن الشكل الأول للديستوبيا تلعب فيه دوراً هاماً المشاكل الخطيرة التي تنجم عن إتباع سياسات معينة تسيطر عليها التردد واللامبالاة، أو ببساطة الحظ السيء في محاولة إدارة شؤون هذه السياسات والديستوبيا تنتج عن التغير الطبقي في المجتمعات المستقرة، التقدم التكنولوجي وبطبيعة الحال فإنه لا أحد يجهل قائمة أو قوائم الأخطار. وهناك الأخطار الإيكولوجية التي تهدد الحياة على الأرض أو على مناطق واسعة منها: البيت الزجاجي، الأوزون، التلوث، التصحر، الجفاف، نقص المياه.. إلخ. وهناك أخطار اجتماعية واقتصادية وسياسية وحربية لا نهاية لها، ويكفي أن نشير إلى المصير الرهيب الذي يحدق بالعالم الثالث الذي بدأ يغرق أمام أعيننا – خاصة في أضعف بلدان أضعف قاراته (مناطق واسعة من أفريقيا) – في التهميش إلى حد ’’الإلغاء‘‘ موبوءا بالديون الثقيلة، وتوقف النمو والتنمية، والتدهور إلى حد التراجع التاريخي، والانفجار السكاني والمجاعات والحروب الأهلية والحدودية والإقليمية
يذهب «جيننز» بعيداً ويجادل بأن من المهم الأخذ بنظرة نقدية لكلاً من الديستوبيا (تقوم علي الخوف) واليوتوبيا (تقوم علي الامل) أي رؤية توازن بين الحاجة إلي الإستعداد للأسؤ -الذي سينتج بفضل التقدم الهائل للعلوم والتكنولوجيا – مع الرغبة في تحقيق الأفضل، وبدلا من استعراض قوائم المشكلات من منظور ذلك المنطق العقيم في تشخيص وعلاج كافة المشكلات والمتمثل في التمتمة بتعويذة تلك الوصفة السحرية: تعظيم الإيجابيات وتحييد السلبيات فيما يتعلق بكل مشكلة، ينبغي أن يدفعنا إدراك حجم الأزمة إلى أن تكون إشارتنا إلى بعض تلك المشكلات الكبرى بهدف استكشاف كامل حجمها المستقبلي عن طريق منحها كامل ثقلها التاريخي 
وهناك على وجه الخصوص قضية اللحاق بالغرب. وبالنسبة لمناطق ما يسمى الآن بالعالم الثالث، ظلت قضية اللحاق بالغرب قضية القضايا طوال القرن العشرين. وفي الوقت الحالي تنعقد آمال واسعة على تحقيق هذا اللحاق في القرن الوشيك. ولهذا ينبغي أن نفهم تاريخ هذه القضية جيدا ليكون بوسعنا أن نتوقع مستقبلها بصورة صحيحة. فلماذا يرتدي اللحاق كل هذه الأهمية؟ ولماذا يؤدي الفشل في تحقيقه إلى انقطاع كل أمل في مجرد بقاء العالم الثالث، أيْ إلى هلاكه وفنائه وإبادته؟ ولماذا لا ينبغي الالتفات إلى أيّ أمل مستقبلي في العالم الثالث لا يكون أساسه تحقيق ذلك اللحاق؟ ويتعلق كل هذا بطبيعة الحال بالمستقبل المنظور المحسوب بالعقود القادمة، فليس هناك ما يحول دون ’’لحاق‘‘ البشرية كلها بحضارة أخرى أعلى من الحضارة الرأسمالية يأتي بها مستقبل آخر، إذا أثبتت البشرية هنا والآن أن لها من الحكمة والإرادة والعزم ما يساعدها على البقاء حتى ذلك المستقبل، وهذا ما يفترض مسبقا خروجها سالمة من الأزمة الراهنة بدلا من الغرق تماما في محيط البربرية الزاحفة
.والواقع أن مجرد انقسام العالم حاليا إلى مركز ومحيط، إلى شمال وجنوب، إلى رأسمالية متطورة وبلدان متخلفة تابعة في العالم الثالث، إنما يعني أن اللحاق لم يتحقق. ذلك أن اللحاق، أيْ لحاق المحيط بالمركز، إنما يعني إلغاء انقسام العالم إلى مركز ومحيط، وقيام عالم رأسمالي واحد ينقسم على الخطوط الطبقية، وليس أيضا على الخطوط الجغرافية والقومية والإثنية والثقافية
وبالأمس القريب كان انقسام العالم إلى عوالم عديدة: الغرب الرأسمالي، والشرق الاشتراكي، والعالم الثالث، مدعاة في حد ذاته للتفاؤل. لقد اتضح الآن أن ذلك التفاؤل إنما كان تفاؤلا سطحيا ساذجا يقوم على الأوهام. وكان قد بدا ذلك الانقسام في حدّ ذاته تحديا للحضارة الرأسمالية الغربية، ثم اتضح أن الشرق الاشتراكي لم يكن في الحقيقة سوى فرع جديد ’’بيروقراطي‘‘ لنفس تلك الحضارة، كما اتضح أن الوضع التاريخي للعالم الثالث لم يكن وضع التنمية المستقلة المزعومة وإنما وضع العجز عن اللحاق
كما أن هناك أسباباً متعددة دعت الكثيرين إلى القول بموت اليوتوبيا منها اندحار الأفكار العنصرية المتطرفة أواسط القرن الماضي كالنازية والفاشية انتهاءً بنظام الفصل العنصري في جنوب أفريقيا وانهيار الكتلة الشيوعية وانفراط عقدها بدءً بتفكك الاتحاد السوفيتي واتجاه أوروبا الشرقية إلى أحضان الغربية والناتو ...ومن جهةٍ أخرى سيادة النظام الرأسمالي، كل هذا كرّس مقولة «موت اليوتوبيا» وهي نوع إيديولوجية وفكرة موت الإيديولوجية تختزن بصورة قهرية إحجاماً عن الإقدام على أي مبادرة فكرية فضلاً عن المبادرة العلانية على صعيد التغيير السياسي والاجتماعي بمعناها الشامل الأممي وهو الشيء الذي نفتقده وبشدة في عالمنا الراهن حتى على مستوى المنظمات التي تعنى بشؤون البيئة وحقوق الإنسان وهو ما أدى كذلك إلى غياب الرأي العام العالمي فلا نكاد نسمع به إلا لماماً بالطبع دون الحديث عن تأثير يذكر له.
ومن الأسباب التي يمكننا ذكرها لظاهرة القول بموت اليوتوبيا هي فقدان الثقة بالنخب المثقفة من قبل الشرائح المختلفة في العالم علماً أن أغلب الأطروحات اليوتوبية جعلت للمثقفين دوراً ريادياً ومحورياً في تصوراتها للمجتمع المثالي، فالمثقف في الفكر الليبرالي الحديث لا يشكل محورية تذكر في حركة المجتمع هو صوت كغيره من الأصوات أو موظف يجني سنوياً كذا من المال وهو من الأسباب التي تساعد على ترسيخ الإدعاء السائد بأن الفكر الليبرالي فكر لا إيديولوجيا له، أما عن اليسار وهو الفكر الذي كثيراً ما كان يرمى بالنخبوية والنبرة المتعالية عاد فانقلب على المثقفين الذي روجوا له وانتعش التيار الذي يرمي المثقفين والنخب بالخيانة والتخاذل والتعطش للسلطة وقد صدرت الكثير من الدراسات من مثقفين يساريين تهاجم المثقفين والنخب، وتنعتهم بعبارات متطرفة كالانتهازيين، والفردانيين، والمتذبذبين، والخونة، وخدم البرجوازية، وشركاء السلطة، والحالمين بها، وأما عن التيار الفوضوي الذي لا يؤمن بتاتاً بدورٍ للمثقفين بل يسعى إلى تدمير هذا الدور وسلب جميع الامتيازات التي تحظى به هذه الطبقة وقد عزا أحد الفوضويين الهزائم السياسية الحديثة إلى المثقفين قائلاً: إن العمال ينظرون إليهم ليقودوهم في حين أن المثقفين يشكلون طبقة خاصة بهم ويطلبون السلطة لأنفسهم وقد دعا العمال إلى التخلي عن المثقفين لأنهم يستخدمون العمال للحصول على وظائف سهلة في الدولة
والسبب الثالث هو تفشي ظاهرة وبائية في العالم وهي انحسار رقعة الأمل عند البشرية أو لنقل تفشي وباء اليأس والإحباط وخمول الهمم وهو ما جعل الناس تحجم عن التفكير بمستقبل أفضل لعدم إيمانها بإمكانيته، وتفضل التفكير بالوسائل التي تؤمن سكينتهم واستقرارهم النسبي الذي يتحقق ببقاء الأوضاع على ما هي عليه بالرغم من سوئها تلافياً لاستبدال السيء بأسوء لم يكن بالحسبان فحسبهم أن ينجوا بأنفسهم من الواقع المتوحش اقتصادياً وسياسياً وأمنياً لذا من الملاحظ أنه لا مكان في عصرنا للتحولات النوعية ولا للتغييرات الجذرية على كل الأصعدة الإنسانية بالرغم من حركة التطورات العلمية واتساع دائرة الكشفيات لكن كل هذا لم يترك محفزاً يذكر في الميل العام لدى الإنسانية جمعاء، فعصرنا هو عصر الحدود الدنيا حتى على مستوى الأمل والخيال والتفكير، فما أروعه من عصر!

### استعمار المستقبل
يقصد بقوة التعريف مصطلح ما بعد الحداثة .تاريخياً الشعوب غير الغربية تم إستبعادها من المشروع التنموي اليوتوبي الغربي، النساء أيضاً استبعدت ولكن بدرجة أقل (أنظر الصورة 2,9) كان من المفترض ولا يزال أن المجتمعات غير الغربية لا تستطيع أن ترسم صورة تقدمية لنفسها مثل المجتمعات المتقدمة الغربية، لأنهم مازالوا في مرحلة ما قبل الثورة الصناعية ومرحلة ما قبل الحداثة واستعمار المعرفة بواسطة السيطرة «الغربية» وأن تقدم هذه الشعوب يعتمد علي ثلاثة ركائز (1)قدرة التكنولوجيا علي حل جميع المشاكل،(2)التقدم بخطي حثيثة نحو المستقبل والتطلع لمسايرة الشعوب الغربية (3)تراكم وتوسيع السلع المادية كهدف رئيسي للحضارة .كما أن الدول الغربية تقدمت لأنها إتبعت طريق مابعد الحداثة، هذه الثقافة مرتبطة بالنظرة الإستهلاكية التي تشجعها الشركات العابرة للقارات ووسائل إعلامها، مبنية علي خلق سلسلة من الاحتياجات المادية تتجدد بإستمرار، مبنية علي الجنس في مختلف صوره، علي تحويل المرأة إلي اداة للإستهلاك والجنس أي إلي جسد يعرض عارياً أو نصف عاري في اغلب الإعلانات مهما كانت السلعة أو الخدمة التي تروج لها، من الأمثلة الواضحة علي ذلك مايتعلق بصناعة ومستحضرات أدوات التجميل وتوزيعها وهي صناعة تحتل المرتبة السابعة بين الصناعات من حيث حجمها والأرباح التي تحققها، وإذا أرادت الشركات المنتجة لمستحضرات التجميل أن تحقق لها الرواج لابد أن تؤكد النظرة التي تعتبرالمرأة جسداً وظيفته الجنس، وأن تحرمها من عقلها، لا بد ان تعم نظرة لجمال المرأة تحولها إلى اداة للعرض والبيع، والمتاجرة، إلى رمز ومنبع للملذات الحسية حتى تبرز ضرورة الصرف المستمر عليها للحفاظ عليها وفقا لنموذج الجمال الذي أصبح سائدا في الطبقات العليا، والمتوسطة، واجزاء متزايدة من الاوساط الشعبية، هذه الثقافة الجمالية تسعى إلى انصراف الناس عن قيم الجمال الطبيعي، عن قيمة العقل، والشخصية وحتى الخلق في المرأة، إلى اخفاء وازدراء علامات التقدم في السن، واشياء مثل التجاعيد، أو زحف الشيب على لون الشعر الاصلي. هذه الاشياء تعتبر عورات يجب اخفاؤها هكذا تتحول المرأة إلى جسد. تتجرد من عقلها وعواطفها لتتحول إلى شكل خارجي، إلى سطح بلا عمق. وفكر ما بعد الحداثة يساعد على الترويج لهذه العقلية. فالتاكيد على الجنس بمختلف ممارساته على «الهوية الجنسية» للمرأة التي تميزها عن الرجل ركن من اركانه، وتحت تاثير هذا الفكر جنحت بعض الحركات النسائية في أمريكا وأوروبا إلى التنظير للحرية الجنسية للمرأة باعتبارها الحرية الإنسانية الاساسية واعتبرت ان سيطرتها على جسدها، وحرية التصرف فيه وفقا لرغباتها، هو جوهر قضية المرأة، واستندت في ذلك إلى اهمية اللذة في الحياة واعطت لها مكانة خاصة في الفكر الفلسفي الذي بلورته
كما أوردت الكاتبة في هذا المقال مجموعة من الصور الخيالية والمستقبلية للخيال العلمي ووضع المرأة أو المكانة التي ستكون عليه المرأة في الإتجاه ما بعد الحداثي ومن هذه الصور (2,10) توضح بشكل خاص أو تعتبر مؤشر علي وجهة النظر المهيمنة من الزمن الماضي والحاضر والمستقبل، كما أن هذه النظرة توصف الهدف والتجربة الإنسانية العالمية، وهذا الرأي ثابت دائماً، ويمكن التعرف عليه بشكل واضح في المجال المستقبلي والعقود المستقبلية علي حد السواء وكذلك في التصوير المستقبلي الأكثر شعبية مثل هذا التصوير المستقبلي لا يصور المستقبل والتسلسلات الهرمية الاجتماعية في العالم الحال وكذلك العلاقات بين الجنسين علي وجه الخصوص .
الصور الشعبية في الخيال العلمي هي مثال أخر علي ذلك (الصورة 2,14 و2,13 و2,15 و2,16) النوع الأجتماعي والهيراركية تبقي متضمنة في المستوي المطلوب مثل فتاه شقراء، عذراء، مغيبة عن الوعي . كما أن الأبطال بالإضافة إلي (الوحوش والأطفال) لديهم صفات مشتركة واحدة (الأبيض مثلاً), كما أن المرأة تبقي وتظل من الكائنات التي تمارس وتطبق عليه التطورات التكنولوجية، (الصور 2.17 و 2.18 و 2.19) كما أن الرجال سيستبدلون بتقنيين تماماً (ألالات الولادة، والأجهزة الجنسية، الريموتات) كما توضح الصور (2.20 و2.21 و 2.22 و2.23) البيض من الرجال سيستمرون في الهيمنة والسيطرة والبيض من النساء يتم إنقاذهم الصورة (2.24) أو أن يبقوا في خلفية الرجال (الصورة 2.27).
التكنولوجيا تعد بتحرير المراة العصرية (2.27) علي نحو متزايد (2.28), ولكن ما هو نادر في الصور الشعبية هو أدوار التي ي قوم بها الجنسين القائمة علي النحو المحدد من قبل النظام الأبوي . في النهايمة يمكن القول بأن المرأة ستظل راكبة علي سطح السفينة (سفينة الفضاء) والمحركات التي تدور بها (الصور 2.30 و 2.31)